# Monts Weyprecht
Les monts Weyprecht forment la partie occidentale des monts Hoel en Terre de la Reine-Maud (Antarctique).

## Géographie
Les monts Weyprecht sont situés à 16 km à l'ouest des monts Payer (en).

## Histoire
Les monts Weyprecht ont été découverts par l'expédition allemande en Nouvelle-Souabe d'Alfred Ritscher (1938-1939) et nommées en l'honneur de Karl Weyprecht.